# Josette Andriot
Pour les articles homonymes, voir Andriot.
Camille Élisa Andriot dite Josette Andriot, née à Paris 20e le 23 août 1886 et morte à Antibes le 13 mai 1942, est une actrice française.
Active dans le cinéma muet des années 1910, elle a beaucoup joué dans les films de Victorin Jasset pour les Laboratoires Éclair, d'abord la série des Zigomar, puis celle de Protéa, où elle campait le rôle-titre , un personnage original de femme d'action en collant noir qui précède de 2 ans l'Irma Vep des Vampires de Louis Feuillade. Sa carrière s'achève en 1918.

## Biographie
Camille-Élisa Andriot est née le 23 août 1886 dans le 20e arrondissement de Paris, cinquième des six enfants d'un teinturier et d'une fleuriste — son benjamin Lucien Andriot (1892-1979) devint directeur de la photographie —. Elle fut engagée en 1909 par les Laboratoires Éclair, où elle fit toute sa carrière d'actrice, apparaissant dans une soixantaine de films en dix ans. Elle n'avait pas de formation théâtrale, mais était une sportive accomplie (natation, cyclisme, équitation) et se révéla une actrice-née.
Elle tourna ses premiers films sous la direction de Victorin Jasset, dont elle devint une des actrices préférées. Dans la série Zigomar elle joue Rosaria, la complice de Zigomar qui échappe toujours à un sort funeste. En 1913, elle fut la vedette de Protéa, le premier film d'espionnage dont le héros est une femme, qui rencontra un grand succès. Victorin Jasset mourut peu après le tournage et Josette Andriot poursuivit sa carrière avec d'autres réalisateurs, tournant notamment quatre suites de Protéa. Elle abandonna le cinéma à la sortie de la dernière (L'Intervention de Protéa) en janvier 1919. Mariée trois fois, elle mourut le 13 mai 1942 à Antibes.
Elle était appréciée pour son personnage de femme d'action flegmatique et pleine de ressources. « Tout ce que peut oser la plus intrépide des femmes, elle l'entreprend le sourire aux lèvres » observait un critique en 1913.

## Filmographie partielle
Dans les films de Victorin Jasset :
- 1909 : Rédemption
- 1910 : Zigomar
- 1911 : Zigomar roi des voleurs
- 1912 : Zigomar contre Nick Carter
- 1912 : Bandits en automobile
- 1913 :
  - Zigomar peau d'anguille
  - Balaoo
  - Protéa
  - Le Collier de Kali
  - La Fiancée maudite, d'Émile Chautard : Beauty Love

Après la mort de Victorin Jasset (22 juin 1913) :
- 1914 :
  - Protéa II : Protéa et l'auto infernale
  - Le Mystère de Coatserho d'Émile Chautard
- 1915 :
  - Protéa III : La Course à la mort
- 1916 :
  - C'est pour les orphelins ! de Louis Feuillade
- 1917 :
  - Protéa IV : Les Mystères du château de Malmort de Gérard Bourgeois
  - Le Capitaine noir de Gérard Bourgeois
- 1918 : Protéa V : L'Intervention de Protéa